# Bitwa pod El Caney
Bitwa pod El Caney (ang. Battle of El Caney, hiszp. Batalla de El Caney) – starcie zbrojne, które miało miejsce 1 lipca 1898, w trakcie wojny amerykańsko-hiszpańskiej.

## Tło
500-osobowy garnizon El Caney pod dowództwem Joquína Vary de Reya został poinstruowany aby zatrzymać północną cześć Santiago de Cuba przed amerykańsko-kubańskim atakiem.

## Bitwa
Ponad 9500 Amerykanów (między innymi Rough Riders), oraz Kubańczyków zaatakowało 500-osobowy garnizon El Caney. Mimo braku karabinów maszynowych oraz artylerii, Hiszpanie zdołali bronić się przez 12 godzin, zanim część żołnierzy, która przeżyła walkę wycofała się w kierunku wzgórz San Juan aby kontynuować walkę. W trakcie bitwy zginął dowódca garnizonu El Caney, Joaquín Vara de Rey.

## Po bitwie
W walce zginęło 108 Amerykanów a 506 zostało rannych. Straty wśród kubańskich partyzantów nie są znane, jednakże przypuszczalnie były one wysokie i wynosiły około 150 rannych i zabitych.
Hiszpanie stracili w walce 38 żołnierzy, natomiast 138 zostało rannych a 130 trafiło do amerykańskiej niewoli. Bitwa pod El Caney po raz kolejny dowiodła zdolności obronnych Hiszpanów, nawet w wypadku kiedy liczebność przeciwnika przewyższa własne siły.